# Giornale di Reggio (1848)
Il Giornale di Reggio fu un quotidiano pubblicato a Reggio nell'Emilia nel 1848. Fu il primo giornale della città emiliana.

## Storia
Il Giornale di Reggio nacque nella città emiliana a fine marzo 1848, a seguito dei moti insurrezionali che spinto il duca Francesco V ad abbandonare Modena per poi fuggire a Bolzano. Il primo numero del quotidiano, che uscì tutti i giorni non festivi, venne pubblicato il 27 marzo 1848, edito dalla tipografia Torreggiani. Tra i fondatori del giornale reggiano vi erano il medico professor Gherardo Strucchi, di orientamento moderato, e Francesco Selmi, professore di chimica farmaceutica al Liceo di Reggio. La direzione del quotidiano sostenne direttamente la causa unitaria finanziando la Guardia Civica della città con i proventi della vendita.
Il Giornale di Reggio, caratterizzato da una linea editoriale liberale e filo-sabauda, conteneva articoli di cronaca cittadina e di politica. Uscì sino al 26 giugno 1848.

## Eredità culturale
Col fallimento dei moti rivoluzionari del 1848 ed il ritorno del duca Francesco V a Modena, la libertà di stampa nei territori del ducato austro-estense venne nuovamente soppressa. Strucchi fu costretto a lasciare per un breve periodo Reggio, salvo poi tornarvi per esercitarvi solamente la professione medica. Francesco Selmi si rifugiò a Torino, evitando la condanna a morte emessa dal duca Francesco V, dove rimase fino al 1867, proseguendo la sua opera scientifica e politica nel regno sabaudo.
Solo undici anni più tardi, con lo scoppio della seconda guerra d'indipendenza italiana ed il definitivo crollo del ducato estense, Reggio vide la pubblicazione un nuovo giornale liberale chiamato Il Crostolo. Fondatore e direttore per alcuni mesi del periodico fu proprio Gherardo Strucchi. 
Nel 1914 venne pubblicato un quotidiano, d'orientamento liberale chiamato Giornale di Reggio.